# Anna Freud
Anna Freud (født 3. december 1895, død 9. oktober 1982) var sjette og sidste barn af Sigmund Freud og Martha Freud. Hun videreudviklede faderens arbejde med psykoanalysen og er især kendt for uddybningen af ideen om menneskets psykiske forsvarsmekanismer. Hun grundlagde også børnepsykoanalysen og var en af dens fremmeste praktikere.